# 나블라
나블라(nabla, {\displaystyle \nabla } (∇))는 수학 기호이다. 역삼각형이라고도 부른다. 이 이름은 비슷한 모양을 지닌 히브리어 하프를 가리키는 그리스어 낱말에서 나왔다. 이와 관련된 용어들은 아람어와 히브리어에도 존재한다. 이 기호는 윌리엄 로언 해밀턴이 ⊲의 형태로 처음 사용하였다.
이 기호는 표준 HTML에서 &nabla;로 사용할 수 있으며, LaTeX에서는 \nabla로 사용할 수 있다. 유니코드에서 이 기호는 코드 포인트 U+2207, 십진수 8711을 가리킨다. 대한민국 윈도우 환경의 특수 문자의 경우 ㄷ+한자 키를 눌러서 나블로 기호를 이용할 수 있다.

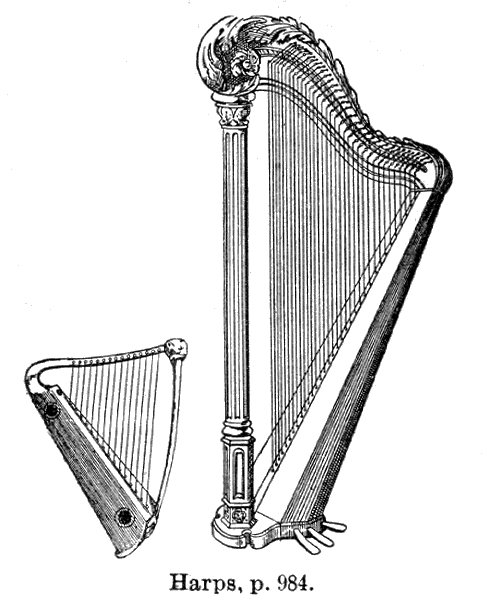
나블라 기호는 하프라는 악기에서 연상한 것이다.

## 같이 보기
- 델 (연산자)
- 삼각형